# Gábor Gyukics
Gábor G. Gyukics (* 1958 in Budapest) ist ein ungarisch-amerikanischer Schriftsteller und Übersetzer. 

## Leben und Wirken
Gyukics lebte zunächst für zwei Jahre in den Niederlanden und anschließend zwischen 1988 und 2002 in den Vereinigten Staaten. Er ging dann zurück nach Budapest, wo er an einer Übersetzung nordamerikanischer indigener Dichter arbeitete und anschließend nach Wien.
Als Schriftsteller schreibt er sowohl in ungarischer als auch in englischer Sprache.  
Gyukics übersetzt sowohl vom Ungarischen ins amerikanische Englisch wie auch vom Englischen ins Ungarische.
Gyukics erhielt zahlreiche Preise und Auszeichnungen.

## Veröffentlichungen (Auswahl)

### Eigene Werke
- Utcai Elődás, Fekete Sas Publishing, Budapest, 1998
- Last Smile, (Englisch/Ungarisch), Cross Cultural Communications, New York, 1999, Vorwort von Hal Sirowitz, ISBN 0-893043-72-9
- A remete többes száma, Fekete Sas, Budapest, 2002, ISBN 9-639352-45-4
- versKÉPzelet, Lyrik und Essays über 20 ungarische Künstler, Hanga Verlag, Budapest, 2005, ISBN 9-638664-31-2
- Lepkék vitrinben,  Fekete Sas Verlag, Budapest, 2006, ISBN 9-639680-00-1
- kié ez az arc, (Ungarisch), L’Harmattan Verlag, Budapest, 2011, ISBN 978-963-236-439-1
- Ausgewählte Gedichte von Gabor Gyukics (Bulgarisch), Übersetzung: Stefka Hrusanova, Gutenberg Publishing House, Sofia, Bulgarien, 2013; ISBN 978-619-176-008-4
- A Hermit Has no Plural, Gedichte (Englisch), Singing Bone Press, Columbia, SC, USA 2015; ISBN 978-0-933439-05-4
- végigtapint, ausgewählte Gedichte (Ungarisch), Lector Publishing, Târgu Mureș, Rumänien, 2018; ISBN 978-606-8957-01-2
- kié ez az arc, Gedichte in arabischer Sprache, Übersetzung: Abdallah Naggar, Sanabel, Kairo 2019; ISBN 978-977-5255-54-9

### Übersetzungen
- Half-Naked Muse / Félmeztelen múzsa. Contemporary American Poetry Anthology, zweisprachig, Magyar Könyvklub Publishing, Budapest 2000, ISBN 9-635471-25-4.
- Swimming in the Ground. Contemporary Hungarian Poetry Anthology, (Englisch), Neshui Publishing, St. Louis, 2002, Co-Übersetzer: Michael Castro, ISBN 1-931190-26-7.
- Gypsy Drill. Gedichtsammlung von Attila Balogh (English), Neshui Publishing, St. Louis, 2005, Co-Übersetzer: Michael Castro.
- Consciousness.  Attila József DVD (Englische Version), Petőfi Literary Museum, Budapest 2005.
- A Transparent Lion. Lyrik von Attila József, (Englisch), Green Integer Publishing, Los Angeles, 2006, Co-Übersetzer: Michael Castro, ISBN 1-933382-50-3.
- Átkelés. Contemporary American Poetry Anthology (Ungarisch), Nyitott Könyvműhely, Budapest 2007, ISBN 978-963-9725-08-9.
- A szem önéletrajza. Ausgewählte Lyrik von Paul Auster, Barrus Verlag, Budapest 2007, ISBN 978-963-86725-7-5.
- Cornucopion / Bőségszaru. ausgewählte Gedichte von Ira Cohen, (Ungarisch) Sprache, I.A.T. und Új Mandátum Publishing, Budapest 2007, ISBN 978-9-639609-64-8.